# Hornkapelle

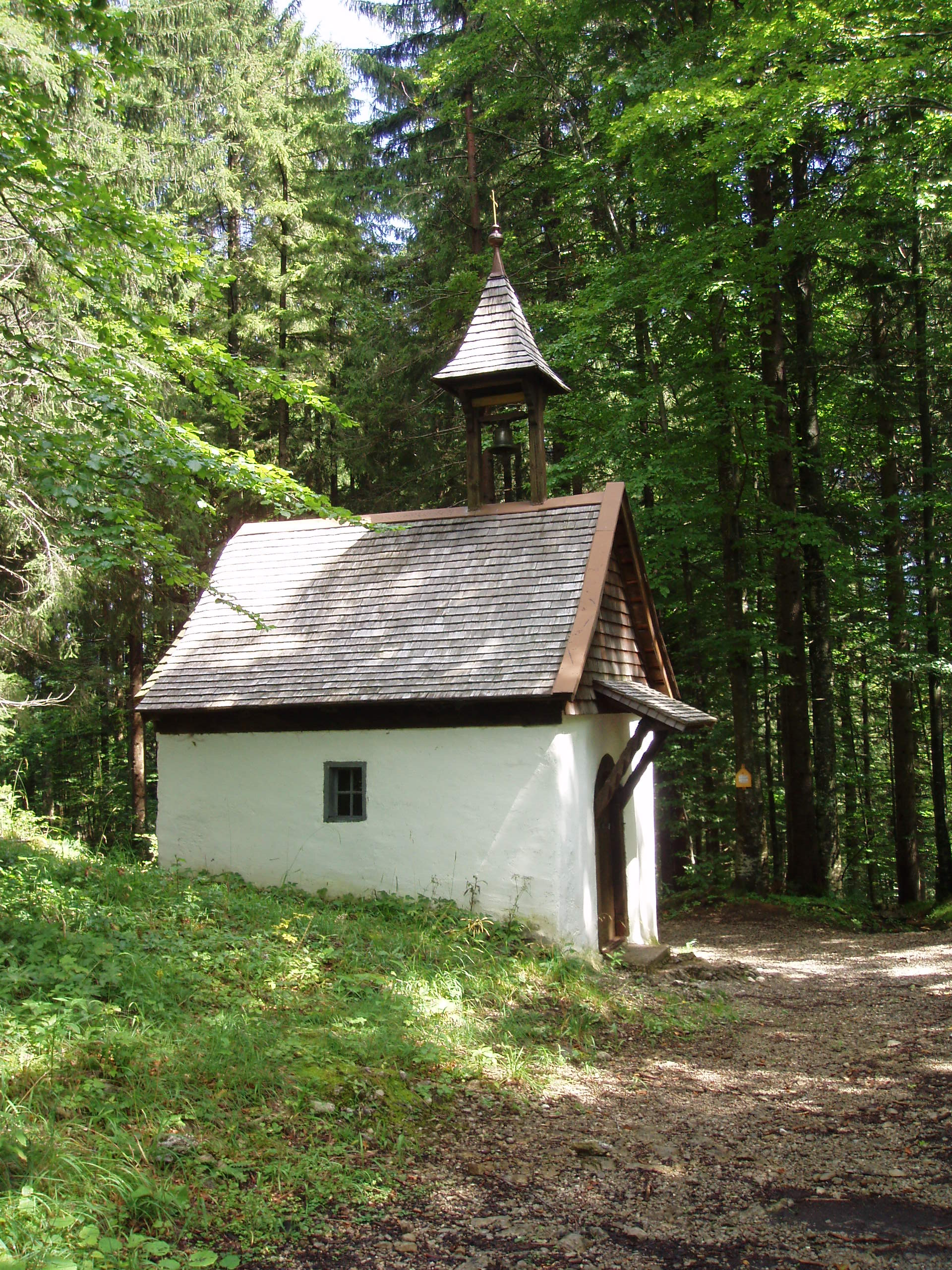
Die Hornkapelle

Die Hornkapelle befindet sich oberhalb von Bruck, einem Weiler des schwäbischen Markts Bad Hindelang im bayerischen Landkreis Oberallgäu.
Sie wurde 1789 errichtet. Die Stifterinschrift, die 1958 erneuert wurde, lautet: „Anton Schmideler, Stifter, / z. Zt. Beständer des hochfürstl. / Stutenhofes u. Retterschwang.“
Das weiß verputzte Gebäude mit Dachreiter und Glocke hat einen niedrigen rundbogigen Eingang und innen eine flache Putzdecke. In der spitzbogigen Altarnische an der Rückwand befindet sich ein kleiner klassizistischer Altar von Johann Richard Eberhard mit drei Kreuzrippengewölben, in denen von links nach rechts der heilige Wolfgang, die Krönung Mariä und der heilige Ulrich zu sehen sind. Dieser Altar lehnt sich an ähnliche Werke Jörg Lederers an.
Vor dem Altar befinden sich zwei Statuetten, die ebenfalls aus der Bauzeit der Kapelle stammen dürften. Eine stellt den heiligen Wendelin mit Esel und Lamm dar, die andere einen knienden Bettler, der wohl ursprünglich zu einem Ensemble mit einer Figur des heiligen Martin gehörte, die nicht mehr vorhanden ist. Sie stammt ebenfalls von Johann Richard Eberhard.
Die Betbank wurde vermutlich am Anfang des 18. Jahrhunderts geschaffen.